# Karlskronaflickorna/Rödeby AIF
Karlskronaflickorna/Rödeby AIF hette ett samarbete mellan IFK Karlskrona och Rödeby AIF som spelade i högsta serien, allsvenskan, säsongen 1974/1975. Klubben klarade sig i sportslig mening kvar i högsta serien men valde ändå att lämna serien av andra skäl (läs mer i artiklarna om Långö AIK, IFK Karlskrona och Rödeby AIF).